# Касселтон (аэропорт)
Региональный аэропорт Касселтон имени Роберта Миллера, также известный, как Региональный аэропорт Касселтон, (англ. Casselton Robert Miller Regional Airport), (FAA LID: 5N8) — государственный гражданский аэропорт, расположенный в 6,4 километрах к югу от центрального делового района города Касселтон (Северная Дакота), США.

## Операционная деятельность
Региональный аэропорт Касселтон имени Роберта Миллера занимает площадь в 43 гектара, находится на высоте 284 метров над уровнем моря и эксплуатирует одну взлётно-посадочную полосу:
- 13/31 размерами 1189 х 23 метра с бетонным покрытием.

За период с 20 октября 1999 года по 20 октября 2000 года Региональный аэропорт Касселтон имени Роберта Миллера обработал 15 450 операций взлётов и посадок самолётов (в среднем 42 операции ежедневно), из них 97 % пришлось на авиацию общего назначения, 3 % — на рейсы аэротакси и менее 1 % составили рейсы военной авиации.